# Circolo (Svizzera)
I circoli (in lingua tedesca: Kreise; in lingua francese: cercles; in lingua romancia: circuls) sono una divisione amministrativa della Svizzera, in posizione intermedia tra il comune e il distretto. Di solito i circoli hanno un capoluogo in cui risiede la sua amministrazione.

Tale suddivisione è utilizzata nel Canton Ticino. I circoli sono stati presenti anche nel Canton Vaud, dove sono stati aboliti dal 1º gennaio 2008, e nel Canton Grigioni, dove sono stati aboliti dal 1º gennaio 2016.